# Петращук Марія Танасіївна
Марія Танасіївна Петращук (1933, село Топорівці, Королівство Румунія, тепер Новоселицького району Чернівецької області — ?) — українська радянська діячка, в'язальниця Чернівецької трикотажної фабрики № 1 Чернівецької області. Депутат Верховної Ради СРСР 6-го скликання.

## Життєпис
Народилася 1933 року в селянській родині. Освіта неповна середня: закінчила семирічну школу в селі Топорівцях та професійно-технічну школу.
У 1951—1956 роках — помічник майстра Мукачівської трикотажної фабрики Закарпатської області
З 1956 року — в'язальниця Чернівецької трикотажної фабрики № 1 Чернівецької області. Ударник комуністичної праці. Член КПРС.
Потім — на пенсії.